# SMS Sperber (1886)
SMS Sperber (SM Tb 31) – austro-węgierski torpedowiec z końca XIX wieku i okresu I wojny światowej, jednostka prototypowa typu Schichau. Okręt został zwodowany 7 maja 1886 roku w stoczni Schichau w Elblągu, a do służby w Kaiserliche und Königliche Kriegsmarine wszedł w sierpniu tego roku. W 1910 roku nazwę jednostki zmieniono na oznaczenie numeryczne 31. W 1916 roku, podobnie jak większość torpedowców tego typu, okręt przebudowano na trałowiec. W wyniku podziału floty po upadku Austro-Węgier jednostkę przyznano Włochom, gdzie została złomowana w 1920 roku.

## Projekt i budowa
SMS „Sperber” był pierwszym z dwudziestu dwóch przybrzeżnych torpedowców typu Schichau, zamówionym w Niemczech.
Okręt zbudowany został w stoczni Schichau w Elblągu. Stępkę torpedowca położono w grudniu 1885 roku, został zwodowany 7 maja 1886 roku, a do służby w Kaiserliche und Königliche Kriegsmarine przyjęto go 6 sierpnia 1886 roku. Jednostka otrzymała nazwę ptaka drapieżnego – krogulca (niem. Sperber).

## Dane taktyczno-techniczne
Okręt był niewielkim, przybrzeżnym torpedowcem. Długość całkowita wynosiła 39,9 metra (tyle samo na konstrukcyjnej linii wodnej i 39 metrów między pionami), szerokość 4,8 metra i zanurzenie 1,9 metra (maksymalne 2,1 metra). Wyporność standardowa wynosiła 78 ton, zaś pełna 93 tony. Okręt napędzany był przez maszynę parową potrójnego rozprężania o mocy 970 KM, do której parę dostarczał początkowo jeden kocioł lokomotywowy. Jednośrubowy układ napędowy pozwalał osiągnąć prędkość 18,5 węzła. Okręt zabierał zapas 19 ton węgla, co zapewniało zasięg wynoszący 1200 Mm przy prędkości 10 węzłów (lub 350 Mm przy prędkości maksymalnej).
Okręt wyposażony był w dwie stałe dziobowe wyrzutnie torped kalibru 350 mm. Uzbrojenie artyleryjskie stanowiły dwa pojedyncze działka pokładowe kal. 37 mm L/23 Hotchkiss. Wyposażenie uzupełniał reflektor o średnicy 30 cm.
Załoga okrętu składała się z 16 oficerów, podoficerów i marynarzy.

## Służba
W roku 1905 na okręcie dokonano modernizacji układu napędowego: kocioł lokomotywowy został zastąpiony dwoma kotłami typu Yarrow o ciśnieniu 13 atm, opalanymi mazutem (od tego momentu jednostka miała dwa kominy). 30 stycznia 1910 roku na podstawie zarządzenia o normalizacji nazw „Sperber” utracił swą nazwę, zastąpioną numerem 31. Podczas I wojny światowej okręt był już przestarzały i przestał odpowiadać wymogom stawianym jednostkom jego klasy, więc w 1916 roku przystosowano go do pełnienia roli trałowca (podobnie jak resztę torpedowców tego typu). Okręt zachował jednak swoje aparaty torpedowe, choć pełnił służbę bez torped. Z powodu rozpadu monarchii habsburskiej 1 listopada 1918 roku na jednostce opuszczono po raz ostatni banderę KuKK. W wyniku przeprowadzonego w styczniu 1920 roku podziału floty austro-węgierskiej okręt został przyznany Włochom. Jednostka została złomowana w 1920 roku.